# Sambégou Bangoura
Pour les articles homonymes, voir Bangoura.
Sambégou Bangoura est un footballeur international guinéen né le 3 avril 1982 à Conakry. Il évolue au poste d'attaquant.